# 特勒克巴林特
特勒克巴林特是匈牙利的城鎮，位於該國南部，距離首都布達佩斯15公里，由佩斯州負責管轄，面積29.4平方公里，2011年人口13,542，其中約一半居民信奉天主教。

## 外部連結
- Street map (Hungarian) （页面存档备份，存于）
- Official site （页面存档备份，存于）